# Erich Angermann
Erich Angermann (* 2. März 1927 in Chemnitz; † 9. November 1992 in Herrsching am Ammersee) war ein deutscher Historiker für nordamerikanische Geschichte an der Universität zu Köln.
Erich Angermann wurde 1927 als Sohn eines Volksschullehrers in Chemnitz geboren. Er besuchte das humanistische Maximiliansgymnasium München. Ab 1947 studierte er Geschichte, Germanistik und Anglistik an der Universität München. 1952 wurde er bei Franz Schnabel über das Thema Karl Mathy als Sozial- und Wirtschaftspolitiker 1842–48 promoviert. Ab 1952 war Angermann wissenschaftlicher Mitarbeiter der Historischen Kommission bei der Bayerischen Akademie der Wissenschaften (für die Neue Deutsche Biographie) und am Amerika-Institut der Ludwig-Maximilians-Universität. 1961 folgte die Habilitation bei Franz Schnabel mit einer Arbeit über den liberalen Staatswissenschaftler und Politiker Robert von Mohl. 1963 wurde er an die Universität zu Köln auf einen Lehrstuhl für Neuere Geschichte mit besonderer Berücksichtigung der nordamerikanischen Geschichte berufen, den er bis zu seiner Emeritierung 1992 innehatte. Er wurde 1968/69 zum Dekan der Philosophischen Fakultät gewählt. Sein Lehrstuhlnachfolger wurde Jürgen Heideking.

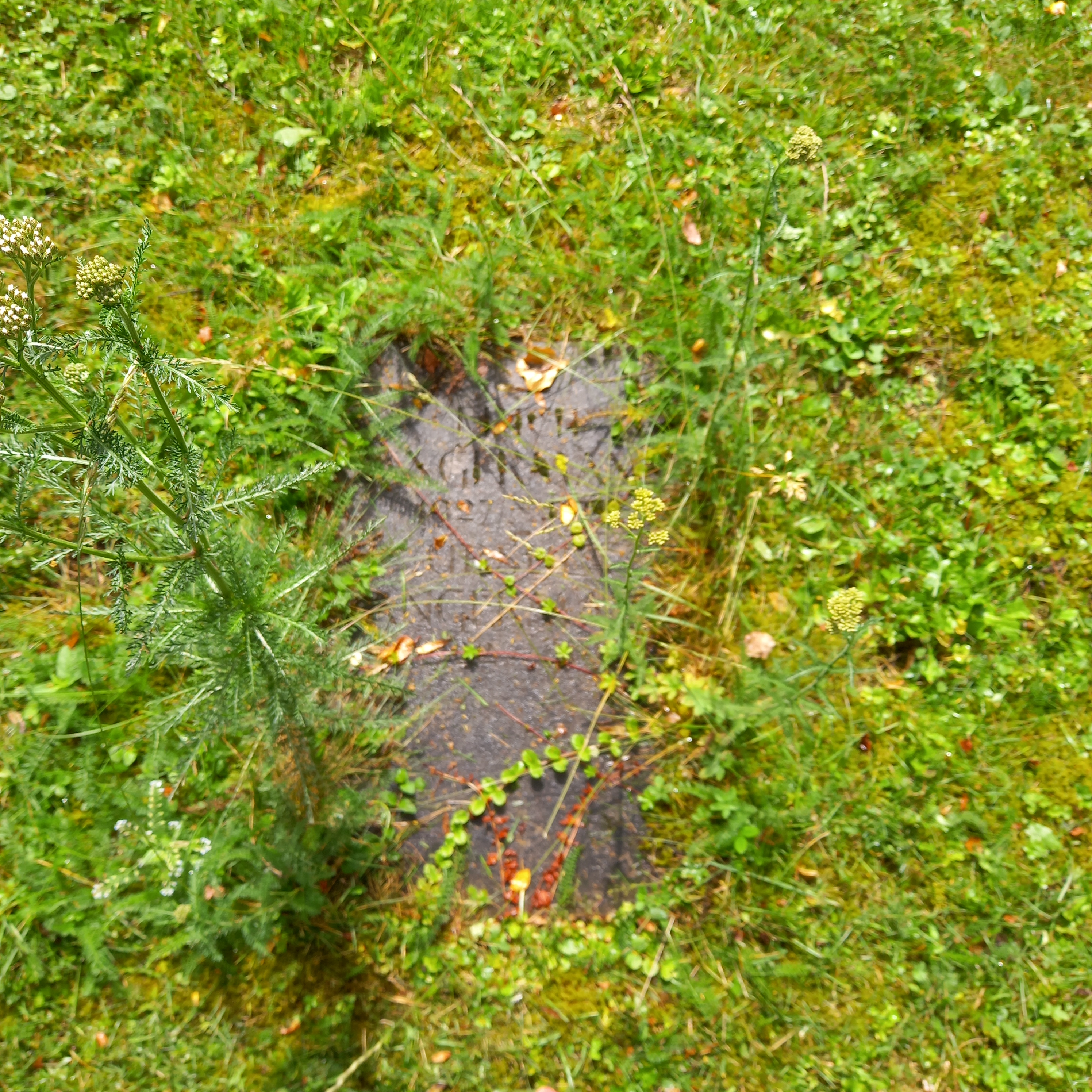
Das Grab von Erich Angermann und seiner Ehefrau Ursula auf dem Nordfriedhof (München)

Angermann initiierte und leitete eine Gruppe von deutschen und amerikanischen Historikern, welche die Gründung des Deutschen Historischen Instituts in Washington D.C. vorantrieb. In der Folge gehörte er dem Wissenschaftlichen Beirat dieser Einrichtung an und leitete diesen bis 1991.
Schüler Angermanns sind unter anderem Horst Dippel, Norbert Finzsch, Michael Klöcker, Arnd Krüger, Peter Krüger, Klaus Larres, Vera Nünning, Torsten Oppelland und Hermann Wellenreuther. Wellenreuther widmete sein Buch Von Chaos und Krieg zu Ordnung und Frieden. Der Amerikanischen Revolution erster Teil, 1775–1783 seinem Lehrer Angermann.
Im Wintersemester 1970/71 war Angermann Gastprofessor am St Antony’s College in Oxford. Ab 1971 war Angermann ordentliches Mitglied der Historischen Kommission bei der Bayerischen Akademie der Wissenschaften. 1982/1983 war er Forschungsstipendiat am Historischen Kolleg in München. Als Forschungsstipendiat machte er im Kollegjahr den Amerikanischen Bürgerkrieg im Vergleich mit den mitteleuropäischen Einigungskämpfen im dritten Viertel des 19. Jahrhunderts zum Schwerpunkt seiner Forschungen. Im Jahr 1984 wurde er Ehrenmitglied der Academy for the Humanities and the Sciences der City University of New York.

## Schriften (Auswahl)
- Die Vereinigten Staaten von Amerika seit 1917 (= dtv-Weltgeschichte des 20. Jahrhunderts. Band 7). 9. erweiterte Auflage. Deutscher Taschenbuch-Verlag, München 1995, ISBN 3-423-04007-6.
- Die Vereinigten Staaten von Amerika als Weltmacht. Innen- und außenpolitische Entwicklungen seit 1917. Klett, Stuttgart 1987, ISBN 978-3-12-490270-2.
- Abraham Lincoln und die Erneuerung der nationalen Identität der Vereinigten Staaten von Amerika (= Schriften des Historischen Kollegs. Vorträge. Band 7). Stiftung Historisches Kolleg, München 1984 (Digitalisat).
- Revolution und Bewahrung. Untersuchungen zum Spannungsgefüge von revolutionärem Selbstverständnis und politischer Praxis in den Vereinigten Staaten von Amerika. Oldenbourg, München 1979, ISBN 978-3-486-48671-1.
- Robert von Mohl: 1799–1875. Leben und Werk eines altliberalen Staatsgelehrten (= Politica. Abhandlungen und Texte zur politischen Wissenschaft. Band 8). Luchterhand, Neuwied 1962 (Zugleich: München, Universität, Habilitationsschrift, 1961).
- Karl Mathy als Sozial- und Wirtschaftspolitiker 1842–1848. München 1952 (Zugleich: München, Universität, Phil. Fakultät, Dissertation vom 22. August 1952).